# Place du Docteur-Navarre
La place du Docteur-Navarre est une voie située dans le quartier de la Gare du 13e arrondissement.

## Situation et accès
La place du Docteur-Navarre est desservie à proximité par la ligne 6 à la station Nationale.

## Origine du nom
La place doit son nom au médecin et conseiller municipal Auguste Louis Navarre (1853-1921).

## Historique
La place est créée et prend sa dénomination actuelle le 7 décembre 1933.

## Bâtiments remarquables et lieux de mémoire
- Le square Florence-Blumenthal.